# Héros local (Japon)
 (avril 2018).
Les informations dans cet article sont mal organisées, redondantes, ou il existe des sections bien trop longues. Structurez-le ou soumettez des propositions en page de discussion.
Avec le temps, il arrive que le contenu présent dans un article devienne désordonné. Il est souvent nécessaire de réorganiser l'article de fond en comble.
- Il faut tout d’abord répartir le contenu de l'article en plusieurs sections. Les informations doivent ensuite être exposées clairement et le plus synthétiquement possible, regroupées par sujet afin d'éviter les doublons. Quelqu'un cherchant une information précise doit pouvoir la trouver rapidement en lisant la section appropriée.
- À l'intérieur de chaque section, le texte, souvent initialement sous la forme de phrases éparses, doit être regroupé dans des paragraphes de quelques lignes, en assurant un enchaînement logique et une cohérence entre les phrases.
- Lorsque l'article ou l'une de ses sections développe trop longuement un point qui n'est pas dans le cœur du sujet traité, il convient de faire une synthèse et de transférer l'ancien contenu dans des articles plus appropriés (en cas de transfert, il faut impérativement respecter la procédure Aide:Scission).

Si vous pensez que ces points ont été résolus, vous pouvez retirer ce bandeau et améliorer le plan d'un autre article.
Un héros local (ローカルヒーロー, rōkaru hīrō), aussi appelé gotōchi hīrō (ご当地ヒーロー), est une sorte de mascotte japonaise ressemblant à un super-héros et créée pour représenter une région ou une ville au Japon. Elles se produisent souvent par des exhibitions d'arts martiaux. 
Créé soit par un groupe local ou un gouvernement régional, un héros local est inspiré du genre tokusatsu. Il a souvent pour thème le folklore ou la production de la région et sa mission est de les enseigner aux enfants qui assistent aux exhibitions (comme le Recycle Sentai Wakerunger (リサイクル戦隊ワケルンジャー) à Fukui), ou ont pour thème l'événement pour lequel il serve à la promotion (ex. : le groupe Traffic Sentai Anzenger (トラフィック戦隊アンゼンジャー) qui se produit au salon de l'automobile de Tokyo pour sensibiliser à la sécurité routière).
Bien que les héros locaux sont créés pour agir dans une région respective, certains deviennent célèbres dans tout le Japon en apparaissant avec d'autres héros locaux dans des spectacles ou dans les médias. Chōjin Neiger (en) de Nikaho a deux chansons-thème enregistrées par les artistes Ichirō Mizuki et Mitsuko Horie,. La série TV Ryujin Mabuyer (en) raconte l'histoire du héros local de la préfecture d'Okinawa. Maburittokiba (マブリットキバ) de la ville de Tōno joue dans un épisode de Kizuna Dining quand l'action se passe à Tōno et il apparaît dans une exhibition de héros dans tout le Japon. Le Marimokkori (en) d'Hokkaidō est devenu un personnage populaire au Japon, et vendu en breloque pour téléphone mobile, comme peluche dans les machines attrape-peluche, entre autres produits dérivés.
Le cinéma indépendant a également dépeint des héros locaux dans ses films. Par exemple, Crusher Kazuyoshi (クラッシャーカズヨシ) est le héros local de Tokyo dans Hyakujū Sentai Gaoranger. Takayuki Miyauchi chante la seconde chanson-thème du film. Zan Saber (斬セイバー) est une série de DVD représentant les héros (Zan Saber, Zan Dagger, Zan Axe) comme les héros locaux d'Osaka, avec Ryunosuke Kawai de Tenimyu dans le rôle-titre.
L'anime Astro Fighter Sunred (en) est basé sur le thème du héros local, le personnage principal étant le protecteur de la ville de Kawasaki.
Dans une autre série TV, Houjin Yatsurugi est dépeint comme le héros local de Chiba.
En 2008, l'entreprise américaine Symantec a créé le personnage de Norton Fighter (ja) pour sa campagne publicitaire japonaise aux côtés de la célébrité otaku Shōko Nakagawa, et d'autres personnages. Hironobu Kageyama a enregistré une chanson pour Norton Fighter intitulée Bōei Senshi ! Norton Fighter (防衛戦士！ノートン・ファイター). En tant que héros local, Norton Fighter est basé dans le quartier d'Akihabara à Tokyo.